# 法泉寺 (長野市)
法泉寺（ほうせんじ）は、長野県長野市松代町西条にある曹洞宗の寺院。
大小50株ほどのツツジが植えられており、毎年5月中旬が見頃。「つつじのお寺」と呼ばれている。本堂前には童謡『お猿のかごや』の歌碑がある。

## 歴史
- 1564年（永禄7年） 清野宗頼が開基。
- 1772年（安永元年） 火災により諸堂を焼失
- 1774年（安永3年） 本堂が再建